# イタリア放送協会
イタリア放送協会株式会社（イタリアほうそうきょうかい、伊: Radiotelevisione Italiana、通称:RAI）は、イタリアのラテ兼営公共放送局である。

## 概要
歴史は、ラジオ放送局"URI"（Unione Radiofonica Italiana：ウニオーネ・ラディオフォニカ・イタリアーナ）として開局した1924年にさかのぼる。テレビ放送の開始日は1954年1月3日。名称は後に"Radio Audizioni Italiane"を経て現名となる。
テレビ3チャンネル（ほかにも衛星／デジタル放送向けチャンネルが存在）とラジオ3チャンネルを持つ。運営収入は国民からの受信料と広告収入からなる。ガスパリ法により分割民営化されることになっていたが、シルヴィオ・ベルルスコーニの率いる民間放送局グループ「メディアセット (Mediaset)」に有利だという反発を内外で招き、法案は成立していない。
2006年のトリノオリンピックではホスト局内で中心的役割を果たし、自転車レースのジロ・デ・イタリアも放送されている。バレーボール世界選手権の国内独占放映権を持ち、いずれも自国開催となった2010年男子世界選手権、2014年女子世界選手権でもホスト局を務めた。

## 日本での視聴
以前はNHK BS1にてニュース番組「TG1」が放送されていたが、2014年4月の時点では放送されていない。
その他の視聴法としては、ウェブサイトからニュースチャンネルのライブ放送を視聴できる他、通信衛星（アジアサット）からの放送電波を受信する方法があるが、受信は困難である。
また、Rai Playを利用する方法もあるが、イタリア国内からしか視聴できないため、VPNの偽装が必要である。